# Frances Dove

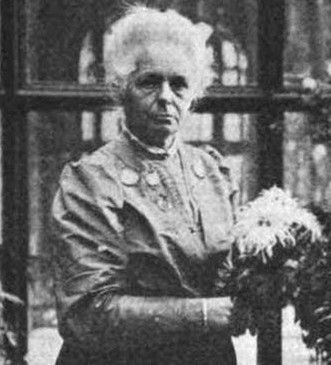
Frances Dove (1909)

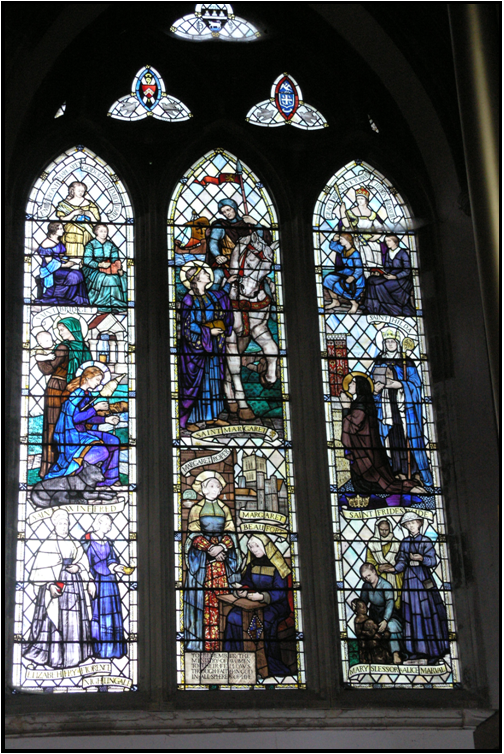
Frances Dove Window in All Saints Church in High Wycombe. Dove stiftete das Fenster der Pfarrkirche, um die Leistungen von Frauen im Laufe der Jahrhunderte zu würdigen.

Dame Jane Frances Dove (* 27. Juni 1847 in Bordeaux, Frankreich; † 21. Juni 1942 in High Wycombe) war eine englisch-britische Schulleiterin und Frauenrechtlerin. Sie gründete die Mädchenschulen Wycombe Abbey und Godstowe.

## Leben
Dove wurde als ältestes von zehn Kindern des Pfarrers John Thomas Dove (1821–1906) und seiner Frau Jane Ding aus Dunsby, Lincolnshire, geboren. Anfangs wurde sie zusammen mit ihren beiden Brüdern von ihrem Vater zu Hause unterrichtet. Anschließend besuchte sie fast drei Jahre lang das Queen’s College London. Über den Londoner Bekanntenkreis der Eltern kam sie schon früh mit der Debatte über die Bildung von Frauen in Berührung. Als sie fünfzehn Jahre alt war, wurde der Vater zum Vikar von Cowbit, Lincolnshire, und in der abgelegenen Umgebung gab es keine Ausbildungsmöglichkeiten. Auf eigenen Wunsch wurde Frances Dove auf ein Internat geschickt, das sie später als „alles, was eine Schule nicht sein sollte“ beschrieb. Dove kehrte in das Elternhaus zurück und kümmerte sich um die jüngeren Geschwister.
1871, im Alter von vierundzwanzig Jahren, ging sie auf das neu gegründete Girton College zu besuchen. Sie war eine der neun Schülerinnen, die 1873 mit Emily Davies als Lehrerin von Hitchin nach Girton zogen. Dove und eine andere Studentin ihres Jahrgangs waren die ersten Frauen, die das naturwissenschaftliche Examen ablegten und somit als erste zu den Universitätsvorlesungen in Anatomie, Physiologie und Chemie zugelassen wurden. Im Jahr 1874 erlangte sie den Standard des ordentlichen Abschlusses. Die Universität Cambridge vergab keine akademischen Grade an Frauen; 1905 erhielt sie ihren formalen Abschluss ad eundem vom Trinity College Dublin als eine der Steamboat Ladies.
Noch während sie in Girton war, wurde sie von Dorothea Beale, Rektorin des Cheltenham Ladies’ College engagiert, dort Mathematik und Physiologie zu unterrichten. Zwei weitere Frauen aus Girton, Constance Maynard und Louisa Lumsden, folgten Dove nach Cheltenham, und als Lumsden 1877 eingeladen wurde, die erste Direktorin der St Andrews School for Girls zu werden, schlossen sich Dove und Maynard ihr an. Die drei Frauen kamen aber nicht gut miteinander aus. Als Lumsden 1882 zurücktrat, wurde Dove an ihrer Stelle zur Direktorin ernannt. Unter ihrer Leitung wurde die Schule in neue Gebäude umgesiedelt und in St. Leonards School umbenannt. Als Dove 1895 zurücktrat, hatte sich die Größe der Schule mehr als verdoppelt.
Dove entschied sich, St Andrews zu verlassen, um eine Schwesterschule in England zu gründen und nach ihren Vorstellungen zu gestalten. Im Prospekt der Girls' Education Company, die die notwendigen Finanzmittel für das Unternehmen aufbringen sollte, schrieb sie: The proposed system of education aims at doing for girls, with suitable modifications, what the existing great Public Schools do for boys. Ein Haus in der Nähe von High Wycombe wurde erworben und im September 1896 wurde die Wycombe Abbey School unter Doves Führung eröffnet. Sie begann mit vierzig Mädchen und steigerte die Zahl der Schülerinnen bis zu ihrer Pensionierung im Jahr 1910 auf 230, mit fünfzig Lehrerinnen. Ihr Erfolg gab den Anstoß zur Gründung der Benenden School im Jahr 1923 und machte Dove zu einer wichtigen Figur bei der Verbreitung des in St Leonards entwickelten Modells für Mädcheninternate. In einem von ihr zusammen mit Dorothea Beale und Lucy Soulsby herausgegebenen Band mit dem Titel Cultivation of the body legte Dove ihre grundlegende Philosophie der Erziehung zum Bürgersinn (Citizenship) für eine Schule für Mädchen dar.
In ihrem Aufsatz Work and Play in Girls' Schools (1898) vertrat sie die Ansicht, dass Frauen gesellschaftliche Tugenden vermittelt werden sollten und dass es für eine gute Bürgerin unerlässlich sei, vielfältige Interessen, einen Sinn für Disziplin und Esprit de Corps zu haben. In der Wycombe Abbey School gab es neben den klassischen akademische Fächern deshalb Mannschaftssport wie Cricket, Hockey und Lacrosse sowie Gartenarbeit und Schreinerei. Als strenggläubige Anglikanerin sorgte sie zudem dafür, dass sich das religiöse Leben der Schule auf die Pfarrkirche in High Wycombe konzentrierte.
Nach ihrer Pensionierung widmete sie ihre Zeit der öffentlichen Arbeit in High Wycombe. Im Jahr 1906 hatte sie die Central Aid Society ins Leben gerufen, die sich insbesondere um kranke Kinder und Mädchen aus dem Arbeitshaus kümmerte. Dove war eine überzeugte Frauenrechtlerin und glaubte, dass Frauen einen positiven Einfluss auf das öffentliche Leben ausüben könnten. Bei den ersten Wahlen, bei denen Frauen für den Stadt- und Bezirksrat kandidieren konnten, die im November 1907 stattfanden, kandidierte sie für den Stadtrat von High Wycombe und schloss als Spitzenkandidatin ab. Ihre Ernennung zur Bürgermeisterin im Oktober 1908 scheiterte dann aber an Vorbehalten gegen die Suffragetten und verhinderte, dass sie die erste Bürgermeisterin in England wurde. 1913 verlor sie ihr Ratsmandat. Danach setzte sie ihre ehrenamtliche Arbeit für die Diözese und den Bildungsausschuss der Grafschaft fort und wurde 1921 zur Friedensrichterin für Buckinghamshire ernannt. Bei den Neujahrsehrungen 1928 wurde sie zur Dame Commander of the Order of the British Empire ernannt.
Dove stiftete das „Frances-Dove-Fenster“ in der All Saints’ Church in High Wycombe, das Leistungen von Frauen im Laufe der Jahrhunderte würdigt. Das Fenster wurde am Himmelfahrtstag 1933 eingeweiht. Die Glasmalerei wurde von Caroline Charlotte Townshend entworfen, einer ehemaligen Schülerin der Wycombe Abbey School. Das linke Fenster zeigt Charlotte Brontë, Emily Davies, Saint Bridget, Saint Winifred, Elizabeth Fry und Florence Nightingale. In der Mitte sind Margareta von Schottland, Margaret Roper, Margaret Beaufort und Anne Clough abgebildet. Im rechten Fenster finden sich Grace Darling, Queen Victoria, Christina Rossetti und Hilda von Whitby. Auf allen Fenstern finden sich zudem Namen weiterer Frauen aufgeführt.
Dove starb 1942 unverheiratet und ohne Kinder, sechs Tage vor ihrem 95. Geburtstag.